# 楊家駿
楊家駿（1958年6月8日—），台灣基隆市人，籍貫山東。曾任行政院內政部移民署署長。

## 簡歷
1958年6月8日楊家駿出生於基隆市；1980年畢業於國立臺灣大學法律系；1982年服完兵役後考入法務部調查局。
1986年，辭去調查局職務而赴美國愛荷華大學攻讀法學碩士，於一年內取得碩士學位。
1989年，任職行政院經濟部國際貿易局專員；1990年，出任經濟部新聞科科長；1992年，請調至公平交易委員會任秘書職。
2001年4月，行政院改組，楊被調到大陸委員會法政處，2002年5月升任處長，負責處理兩岸的法律問題，任內曾研究修訂《兩岸人民關係條例》，建立中國大陸籍配偶入籍台灣的制度，以及制訂中國大陸民眾到台灣的管理及查核制度。
2007年4月，行政院大陸委員會指派楊家駿出任香港事務局局長，以接替鮑正鋼；楊家駿於2007年12月，偕同太太及兩個兒子到任。
2011年7月15日，中華民國政府駐港機構更名為台北經濟文化辦事處，其首長被冠以「台北經濟文化辦事處處長」職銜。在2011年7月15日前，事務局通常以中華旅行社名義運作，首長則冠以「中華旅行社總經理」職銜。楊家駿任至同年12月之後離任，由朱曦接任。
回到台灣後，擔任陸委會企劃處處長，2015年獲行政院獎勵出國進修，2016年6月兼任陸委會發言人，接替轉任國家發展委員會主任委員的林祖嘉。
2018年12月12日，移民署長楊家駿被週刊爆料，於公務視察行程攜帶家眷旅遊及不理性從事公務等事由，造成社會觀感不佳，影響政府機關形象，內政部調離楊家駿移民署署長職務，轉任內政部參事，並責成政風處主動瞭解，依法調查處理。

## 軼事
楊家駿批公文時字跡潦草，沒人看得懂，又因為楊態度惡劣，部屬根本不敢問，大家只能組“猜字小組”揣摩上意。有官員氣憤地說：“楊每天玩整人遊戲，樂此不疲，已經到了天怒人怨的地步！”後來楊家駿從陸委會轉調移民署時，曾有陸委會官員在歡送會中把楊家駿批過的公文投影到螢幕，要楊家駿猜自己當時寫什麼，結果楊家駿猜不出來，瞬間成為陸委會同仁間的笑柄。